# Percy Sherwood
Percy Sherwood, né le 23 mai 1866 à Dresde et mort le 15 mai 1939 à Londres, est un compositeur et pianiste germano-britannique.

## Biographie
Né à Dresde d’un père britannique, John Sherwood, enseignant en anglais et d’une mère allemande soprano, Auguste Koch, il étudie sous la férule de Theodor Kirchner, Felix Draeseke  et Hermann Scholtz (de). Il devient une figure majeure de la vie musicale de Dresde avant la Première Guerre mondiale. Peu avant le début de la guerre, il s’établit avec son épouse en Angleterre, où il est pratiquement inconnu. Il y devient enseignant privé et va régulièrement à Oxford et Cambridge.

## Discographie
- Dutton a publié en 2012 un CD regroupant deux concertos pour piano de Gueorgui Catoire et Percy Sherwood.
- Toccata Classics a publié en 2012 un CD regroupant deux sonates pour violoncelle et piano, no 1, op. 10, et no 2, op. 15, ainsi que Drei Stücke, op. 14, et Fünf kleine Stücke.